# We Never Learn
We Never Learn (ぼくたちは勉強ができない?, Bokutachi wa benkyō ga dekinai, lett. "Non possiamo studiare") è un manga scritto e disegnato da Taishi Tsutsui. È stato serializzato dal 6 febbraio 2017 al 21 dicembre 2020 su Weekly Shōnen Jump di Shūeisha e a partire dal 2 giugno 2017 i capitoli sono stati raccolti in volumi tankōbon. Il fumetto ha ricevuto un adattamento a serie televisiva anime co-prodotta da Studio Silver e Arvo Animation. Trasmessa su Tokyo MX dal 7 aprile al 30 giugno 2019, la serie è stata rinnovata per una seconda stagione a partire dal 6 ottobre al 29 dicembre 2019.

## Trama
Nariyuki Yuiga è uno studente del Liceo Ichinose. La sua famiglia è molto povera e fatica a sbarcare il lunario dopo la morte del padre, ragion per cui il ragazzo mira ad ottenere la borsa di studio offerta dal suo liceo, che coprirebbe qualsiasi spesa per la sua educazione universitaria. Il preside decide di assegnare la borsa di studio al giovane studente, ma ad una condizione: fare da tutor a tre studentesse prodigio del suo stesso anno, affinché possano accedere alle università di loro scelta. Fumino Furuhashi, genio delle materie umanistiche e negata per la matematica, vuole studiare astrofisica; Rizu Ogata, genio delle materie scientifiche ma incapace di comprendere le emozioni, vuole studiare psicologia; Uruka Takemoto, amica d'infanzia di Nariyuki e promessa del nuoto, deve superare la sua insufficienza in inglese o non supererà il test di ammissione all'università; allo stesso tempo Nariyuki si ritrova suo malgrado a dover aiutare negli studi anche la sua senpai Asumi Kominami, negata per le scienze ma interessata all'intraprendere la laurea in medicina per aiutare il padre, e nelle sue faccende domestiche la professoressa Mafuyu Kirisu, ex-tutor di Rizu e Fumino, donna fredda e affascinante al lavoro ma terribilmente sciatta e disordinata in casa. Il tutto senza rendersi conto dei sentimenti che Uruka serba per lui da anni e che le altre ragazze gradualmente iniziano a provare, rafforzati dalle situazioni imbarazzanti in cui finiscono per trovarsi e dall'aiuto che il tutor offre loro sia negli studi che nella loro vita privata.
Nel nono volume, durante l'evento finale del festival scolastico, Nariyuki finisce per sfiorare una delle cinque ragazze, di cui si vede solo la sagoma avvolta nell'ombra, proprio quando scoppia il primo fuoco artificiale: secondo una leggenda metropolitana, ciò comporterebbe che il ragazzo e la misteriosa ragazza saranno legati per sempre. Da questa premessa partono infatti i cinque finali della serie, uno per ogni ragazza, in cui viene mostrata chi ha toccato Nariyuki in quel momento rimanendone effettivamente legata per sempre. Nel capitolo finale, ambientato in una continuità in cui tutte le ragazze (personaggi secondari inclusi) hanno toccato Nariyuki nello stesso momento (avendo quindi uguale probabilità di finire con lui), viene rivelato che la leggenda dei fuochi d'artificio è stata in realtà inventata dal padre del ragazzo, mentre le cinque ragazze vedono dei flash dei loro finali nel totale imbarazzo.

## Personaggi
Nariyuki Yuiga (唯我 成幸?, Yuiga Nariyuki)
Doppiato da: Ryōta Ōsaka
Studente al terzo anno delle superiori, è il protagonista maschile della serie. Per poter contribuire al sostentamento della propria famiglia povera, Nariyuki cerca di ottenere la speciale nomination VIP del proprio istituto, una borsa di studio con la quale è possibile coprire il pagamento di ogni futura tassa universitaria. Per ottenere la tanto agognata borsa, deve accettare l'impegnativo e arduo compito di assistere tre sue compagne di classe a prepararsi al meglio per accedere alle università da loro scelte. La sua concentrazione sugli studi deriva dal sostegno fornitogli dal suo scomparso padre, il quale morì prima che Nariyuki iniziasse le medie.
Fumino Furuhashi (古橋 文乃?, Furuhashi Fumino)
Doppiata da: Haruka Shiraishi
Una delle protagoniste femminili della serie. Un genio in letteratura ed arte, ma va nel panico davanti a semplici domande di matematica.
Rizu Ogata (緒方 理珠?, Ogata Rizu)
Doppiata da: Miyu Tomita
Una delle protagoniste femminili della serie. Un genio in matematica e scienze, ma ha difficoltà a comprendere sentimenti ed emozioni.
Uruka Takemoto (武元 うるか?, Takemoto Uruka)
Doppiata da: Sayumi Suzushiro
Una delle protagoniste femminili della serie. Talento del nuoto con una cotta di lunga data per il protagonista.
Mafuyu Kirisu (桐須 真冬?, Kirisu Mafuyu)
Doppiata da: Lynn
Una delle protagoniste femminili della serie. Professoressa di storia mondiale presso il liceo frequentato dai personaggi, è molto disordinata e trascurata e ha spesso bisogno dell'aiuto di Nariyuki per rimettere in ordine casa e rimediare alla sua sbadatezza.
Asumi Kominami (小美浪 あすみ?, Kominami Asumi)
Doppiata da: Madoka Asahina
Una delle protagoniste femminili della serie. Più vecchia di un anno rispetto a Nariyuki e già diplomata, sta studiando per superare il test di ingresso alla facoltà di medicina, da lei già provato l'anno precedente ma con esito negativo. Instaura con il protagonista una finta relazione d'amore per ingannare suo padre.
Sawako Sekijō (関城佐和子?, Sekijō Sawako)
Doppiata da: Saori Ōnishi
Una studentessa del terzo anno e presidente del club di chimica. È ossessionata da Rizu al punto da sembrare una vera e propria stalker.
Miharu Kirisu (桐須美春?, Kirisu Miharu)
È la sorellina di Mafuyu e una pattinatrice amatoriale. Frequenta un'università femminile e trova difficoltà ad interagire con gli uomini.

## Media

### Manga

Logo della serie

Scritto e illustrato da Taishi Tsutsui, il manga fu lanciato nel decimo numero del 2017 di Weekly Shōnen Jump, pubblicato da Shūeisha il 6 febbraio 2017. Attraverso il suo account Twitter, l'autore confermò a fine novembre 2020 che la serie stava per giungere al termine. Quest'ultima si è poi conclusa il 21 dicembre 2020.
In Italia la serie è stata pubblicata da Panini Comics sotto l'etichetta Planet Manga nella collana Manga Mega dal 25 giugno 2020 al 16 giugno 2022.
Edizione statunitense
Il manga è stato pubblicato in inglese da Viz Media nel Nord America digitalmente sulla versione inglese di Weekly Shōnen Jump, mentre Shūeisha ha iniziato a pubblicare la serie in inglese simultaneamente alla serializzazione regolare sul sito e sull'app Manga Plus nel gennaio 2019.

#### Volumi
| Nº | Titolo italiano Giapponese 「Kanji」 - Rōmaji | Data di prima pubblicazione                                                                                          | Data di prima pubblicazione |
| Nº | Titolo italiano Giapponese 「Kanji」 - Rōmaji | Giapponese | Italiano                    |
| 1  | Il genio e [X] sono due lati della stessa medaglia 「天才と[Ⅹ]は表裏一体である」 - Tensai to [Ⅹ] wa hyōriittai dearu | 2 giugno 2017 ISBN 978-4-08-881111-6                                                                                 | 25 giugno 2020              |
| 1  | Capitoli - 1. Il genio e [X] sono due lati della stessa medaglia (天才と[Ⅹ]は表裏一体である?, Tensai to [Ⅹ] wa hyōriittai dearu) - 2. L'aspirazione del genio = [X] (天才の憧憬は[Ⅹ]である?, Tensai no dōkei wa [Ⅹ] dearu) - 3. Quando i geni fanno una visita a domicilio, [X] è della massima importanza (天才の来訪は[Ⅹ]の一大事である?, Tensai no raihō wa [Ⅹ] no ichidaijidearu) - 4. Un pesce sta all'acqua come un genio sta a [X] (魚心あれば、天才に[Ⅹ]心あり。?, Uogokoro areba, tensai ni [Ⅹ] kokoro ari.) - 5. Un genio irraggiungibile ha un pathos pari a [X] (高嶺の天才は[X]に憂う?, Takane no tensai wa [X] ni ureu) - 6. L'idea di un genio della tecnologia moderna è [X] (天才は[X]によって文明を思案する?, Tensai wa [X] ni yotte bunmei o shian suru) - 7. Quindi, un genio si gode [X] (かくして天才どもは[X]を楽しむ?, Kakushite tensai-domo wa [X] o tanoshimu) | |                             |
| 2  | Un genio nella foresta si perde in [X] 「林間の天才は[X]に迷走する」 - Rinkan no tensai wa [X] ni meisō suru | 4 agosto 2017 ISBN 978-4-08-881195-6                                                                                 | 30 luglio 2020              |
| 2  | Capitoli - 8. Per il bene di un genio ci si oppone a [X] (誰が為に天才は[X]に抗う?, Daregatame ni tensai wa [X] ni aragau) - 9. Un genio risuona emotivamente con [X] (天才は[X]にも心通ずるものと知る?, Tensai wa [X] ni mo kokoro tsūzuru mono to shiru) - 10. Una fanciulla sta a un genio come [X] sta a una giornata speciale (それは乙女なる天才の[X]なる一日である?, Sore wa otomenaru tensai no [X] naru tsuitachidearu) - 11. Detto valore per un genio è una conseguenza di [X] (かの数値は天才による[X]の応報である?, Kano sūchi wa tensai ni yoru [X] no ōhōdearu) - 12. Ciò che lei vuole da un genio è [X] (彼女が天才に望むもの即ち[X]である?, Kanojo ga tensai ni nozomu mono sunawachi [X] dearu) - 13. A volte il panico di un genio è inversamente proporzionale a [X] (天才の焦燥は時に[X]反比例する?, Tensai no shōsō wa tokini [X] hanpirei suru) - 14. Un genio nella foresta si perde in [X] (林間の天才は[X]に迷走する?, Rinkan no tensai wa [X] ni meisō suru) - 15. Un genio che ribolle nell'acqua del bagno espone [X] (浴場にうだる天才は[X]をさらける?, Yokujō ni udaru tensai wa [X] o sarakeru) - 16. Così un predecessore si relaziona a un genio come [X] (かくして前任者は天才を未だ[X]する?, Kakushite zen'nin-sha wa tensai o imada [X] suru) | |                             |
| 3  | E così i geni [X] non imparano mai 「天才[ｘ]たちはかくして勉強ができない」 - Tensai [x] tachi wa kakushite benkyō ga dekinai | 4 ottobre 2017 ISBN 978-4-08-881214-4                                                                                | 27 agosto 2020              |
| 3  | Capitoli - 17. La gioventù sta all'entusiasmo quanto una bicicletta sta all'[X] di un genio (青春とは天才の熱意と車輪と[X]である?, Seishun to wa tensai no netsui to sharin to [X] dearu) - 18. E così i geni [X] non imparano mai (天才[ｘ]たちはかくして勉強ができない?, Tensai [X] tachi wa kakushite benkyō ga dekinai) - 19. Un genio e [X] danno il clima per scontato (天才と[ｘ]は互いの空模様を思い做す?, Tensai to [X] wa tagai no soramoyō o omoi nasu) - 20. Un genio viene condotto da [X] in un mondo sfocato (天才は不鮮明な世界の[ｘ]にたゆとう?, Tensai wa fusenmeina sekai no [X] ni tayutō) - 21. L'oggetto proibito che connette un genio a [X] (それは[ｘ]の天才と繋がる禁断のものである?, Sore wa [X] no tensai to tsunagaru kindan no mono de aru) - 22. Il posto segreto di un'ex tutrice è [X] (前任者の秘匿領域は[ｘ]な有様である?, Zennin-sha no hitoku ryōiki wa [X] na arisama de aru) - 23. [X] è indispensabile nel giardino di un genio (天才たちの花園に[ｘ]は不可欠である?, Tensai tachi no Hanazono ni [X] wa fukaketsu de aru) - 24. Un genio impavido lotta contro pettegolezzi di [X] (果敢なる天才は[ｘ]の流説に抗う?, Kakan naru tensai wa [X] no ryūsetsu ni aragau) - 25. Tutto comincia con la lotta di un genio con [X] (事の発端は天才の[ｘ]なる敢闘である?, Koto no hottan wa tensai no [X] naru kantō de aru) | |                             |
| 4  | Se un agnellino smarrito incontra [X]... 「かの新天地に迷える子羊は[x]と邂逅する」 - Kano shin tenchi ni mayoe ru kohitsuji wa [x] to kaikō suru | 4 dicembre 2017 ISBN 978-4-08-881289-2                                                                               | 24 settembre 2020           |
| 4  | Capitoli - 26. A volte le azioni di un genio sono alla mercé di [X] (天才の一挙手一投足は時に[x]を翻弄する?, Tensai no ichi kyoshu ichi tōsoku wa toki ni [x] o honrō suru) - 27. Un genio è spaventato mentre [X] ci riflette (怖じる[x]に天才は憂い彼は虜る?, Ojiru [x] ni tensai wa ui kare wa toriko ru) - 28. Egli lotta con [X] in una zona proibita (禁断の地にて彼は[x]が為奮闘する?, Kindan no chi nite kare wa [x] ga tame funtō suru) - 29. Un genio comprende [X] dopo un'estenuante ricerca (天才は飽くなき探究の末[x]に至る?, Tensai wa aku naki tankyū no sue [x] ni itaru) - 30. Un genio investiga forsennatamente su [X] (されどなお天才は[x]の究明に勤しむ?, Saredo nao tensai wa [x] no kyūmei ni isoshimu) - 31. Se un agnellino smarrito incontra [X]... (かの新天地に迷える子羊は[x]と邂逅する?, Kano shin tenchi ni mayoe ru kohitsuji wa [x] to kaikō suru) - 32. Un senpai vede un futuro [X] con ingenua onestà (先人はかくも愚直に[x]な明日を見る?, Senjin hakaku mo guchoku ni [x] na asu o miru) - 33. Se un senpai e dei geni angosciano [X]... (天才と先人寄れば[x]の懊悩となる?, STensai to senjin yore ba [x] no ōnō to naru) - 34. Un'illustre senpai a volte è necessaria per [X] (威厳ある前任者は時に[x]にかしづく?, Igen aru zennin-sha wa toki ni [x] ni kashizuku) | |                             |
| 5  | In una notte chiassosa, [X] non riesce a studiare 「喧々たる夜に果たして[x]は勉強ができない」 - Kenken taru yoru ni hatashite [x] wa benkyō ga dekinai | 2 febbraio 2018 ISBN 978-4-08-881342-4                                                                               | 22 ottobre 2020             |
| 5  | Capitoli - 35. Un genio danza segretamente al ritmo delle assurdità di [X] (人知れず天才は[x]どもの戯言に踊る?, Hito shirezu tensai wa [x] domo no zaregoto ni odoru) - 36. A volte la struggente solitudine e [X] sono la disfatta di un genio (時に天才は[x]に憂い孤独に仇をなす?, Toki ni tensai wa [x] ni urei kodoku ni ada o nasu) - 37. Anche i geni sono sottoposti all'effetto domino di [X] (時に天才どもが砂上の[x]は連鎖?, Toki ni tensai domo ga sajō no [x] wa rensa) - 38. In una notte chiassosa, [X] non riesce a studiare (喧々たる夜に果たして[x]は勉強ができない?, Kenken taru yoru ni hatashite [x] wa benkyō ga dekinai) - 39. La luce negli occhi di un genio è tutta [X] (天の光はすべて[x]である?, Ten no hikari wa subete [x] de aru) - 40. Una ragazza affronta le sue scelte con [X] (先人は己の選択に[x]をもって向き合う?, Senjin wa onore no sentaku ni [x] o motte mukiau) - 41. A volte la vista di una ragazza più grande riporta a un giovane [X] (前任者の姿は時に青き[x]へ遡行する?, Zennin-sha no sugata wa toki ni aoki [x] e sokō suru) - 42. Un genio e la superficie dell'acqua riflettono solo [X] (水面駆ける天才は唯々[x]に映ゆ?, Suimen kakeru tensai wa tadatada [x] ni ei yu) | |                             |
| 6  | Fioriscono nelle sorgenti termali gli [X] di un genio 「湯の花に咲くは天才どもが[x]の跡である」 - Yunohana ni saku wa tensai-domo ga [x] no ato de aru | 2 maggio 2018 ISBN 978-4-08-881414-8                                                                                 | 19 novembre 2020            |
| 6  | Capitoli - 43. A volte un genio ripercorre il viale dei ricordi con [X] (天才は時に[x]をともに分かち追懐する?, Tensai wa toki ni [x] o tomo ni wakachi tsuikai suru) - 44. Un genio valuta in compagnia una decisione pertinente a [X] (天才と彼はその[x]なる判定に銘々慮る?, Tensai to kare wa sono [x] naru hantei ni meimei omonpakaru) - 45. Il suo [X] è un fulmine a ciel sereno per un'insegnante (彼女の[x]は前任者にとって青天霹靂である?, Kanojo no [x] wa zennin-sha ni totte seiten hekireki de aru) - 46. Le sue armi femminili lo [X] (彼女はかくも妖姿媚態に彼を[x]する?, Kanojo wa kaku mo ayakashi sugata bitai ni kare o [x] suru) - 47. Un ignaro [X] scorge le profondità dell'abisso (露知らず[x]はその深淵をのぞかれるものである?, Tsuyu shirazu [x] wa sono shinen o nozokareru mono de aru) - 48. Una senpai diventa [X] quando un oggetto viene perso in mare (渚に失せものありで先人は艶然と [x] する?, Nagisa ni use mo no aride senjin wa enzen to [x] suru) - 49. L'unica cosa che genera [X] quando un'insegnante rischia grosso (それは九死の前任者に唯一[x]させるものである?, Sore wa kyūshi no zennin-sha ni yuiitsu [x] saseru mono de aru) - 50. Fioriscono nelle sorgenti termali gli [X] di un genio (湯の花に咲くは天才どもが[x]の跡である?, Yunohana ni saku wa tensai-domo ga [x] no ato de aru) - 51. Col cambio delle stagioni, un genio sperimenta il dolore di [X] (天才は変遷する季節[x]模様に憂う?, Tensai wa hensen suru kisetsu [x] moyō ni ureu)                                                                                               | |                             |
| 7  | A volte si esprimono parole di [X] come diversivo 「彼らは戯れに[x]なる言の葉を披瀝する」 - Karera wa tawamure ni [x] naru kotonoha o hireki suru | 4 luglio 2018 ISBN 978-4-08-881510-7                                                                                 | 17 dicembre 2020            |
| 7  | Capitoli - 52. A volte un genio porta avanti un'indagine [X] (天才は時に蒙昧たる[X]の究明に邁進する?, Tensai wa toki ni mōmai taru [X] no kyūmei ni maishin suru) - 53. A volte il prossimo [X] è verde e fin troppo veloce (時に隣の[X]は青く捗捗しいものである?, Toki ni tonari no [X] wa aoku hakabakashii mono dearu) - 54. A volte l'orgoglio di un adulto è in contrasto con le circostanze di [X] (先人の誇りは時に[X]どもの事情と背反する?, Senjin no hokori wa tokini [X]-domo no jijō to haihan suru) - 55. A volte si esprimono parole di [X] come diversivo (彼らは戯れに[X]なる言の葉を披瀝する?, Karera wa tawamure ni [X] naru kotonoha o hireki suru) - 56. A volte il fato induce una senpai a lottare con [X] (運命は時に前任者を抗えぬ[X]へといざなう?, Unmei wa tokini zennin-sha o aragaenu [X] e to izanau) - 57. A volte il nuovo look di un genio coincide col punto cieco di [X] (天才の変貌は時に[X]の盲目となる?, Tensai no henbō wa tokini [X] no mōmoku to naru) - 58. In una notte di tempesta, il cuore di un genio non è in [X] (荒ぶる夜たまさかに天才の心[X]に在らず?, Araburu yoru tamasaka ni tensai no kokoro [X] ni arazu) - 59. A volte un genio lotta con un [X] limitato (時に天才は限定された[X]において奮闘する?, Tokini tensai wa gentei sa reta [X] ni oite funtō suru) - 60. A volte una senpai sacrifica il suo [X] (先人の[X]は時に彼の献身となる?, Senjin no [X] wa tokini kare no kenshin to naru) | |                             |
| 8  | Mentre il festival si svolge in maniera insolita, [X] danza in tutto il suo splendore 「祭の行方はいざ知らず[x]どもは華やかに舞う」 - Matsuri no yukue wa izashirazu [x] domo wa hanayaka ni mau | 4 settembre 2018 ISBN 978-4-08-881564-0                                                                              | 28 gennaio 2021             |
| 8  | Capitoli - 61. Il motivo per cui non capiscono le aspirazioni di [X] (彼らは安んぞ面する[X]の志を知らんや?, Karera wa izukunzo mensuru [X] no kokorozashi o shiran ya) - 62. Una migliore amica sceglie [X] per un genio (親友が天才に描くもの即ち[X]である?, Shin'yū ga tensai ni egaku mono sunawachi [X] dearu) - 63. Solo chi ha sognato in [X] può rispondere a certe domande (その姿に想起するは[X]どもが夢のあとである?, Sono sugata ni sōki suru wa [X]-domo ga yumenoatodearu) - 64. Prima di un [X], chiunque è indaffarato e colmo di aspettative (誰しも[X]前は忙しなく 期待を胸に奔走する?, Dareshimo [X] mae wa sewashinaku Kitai o mune ni honsō suru) - 65. Quando il festival è iniziato, [X] irrompe con grande rapidità (祭のはじめは矢継ぎ早 彼らに[X]が降りかかる?, Matsuri no hajime wa yatsugibaya Karera ni [X] ga furikakaru) - 66. Mentre il festival si svolge in maniera insolita, [X] danza in tutto il suo splendore (祭の行方はいざ知らず[X]どもは華やかに舞う?, Matsuri no yukue wa izashirazu [X]-domo wa hanayaka ni mau) - 67. Mentre il festival prosegue, [X] percorre un sentiero pieno di spine (祭の騒ぎは留まらず[X]どもは茨の道を往く?, Matsuri no sawagi wa todomarazu [X]-domo wa ibara no michi o yuku) - 68. Al culmine del festival, ognuno cerca disperatamente [X] (祭の佳境はめいめいに[X]を求め空騒ぐ?, Matsuri no kakyō wa meimei ni [X] o motome kara sawagu) - 69. Celebrazione malinconica post festival di [X] (祭の終わりは寂しくも華やかに[X]どもを祝福する?, Matsuri no owari wa sabishiku mo hanayaka ni [X]-domo o shukufuku suru) | |                             |
| 9  | La corrente sospinge [X] ininterrottamente... 「ゆく[X]の流れは絶えずして…」 - Yuku [X] no nagare wa taezu shite… | 4 dicembre 2018 ISBN 978-4-08-881646-3                                                                               | 18 febbraio 2021            |
| 9  | Capitoli - 70. Certe volte è [X] a scatenare misteriose palpitazioni (その奇怪な早鐘は時に[X]に因るものである?, Sono kikaina hayagane wa tokini [X] ni yoru monodearu) - 71. In tutto ciò, una senpai può essere influenzata da [X] (さりとて先人も一分の[X]に揺らぐものである?, Saritote senjin mo ichi-bun no [X] ni yuragu monodearu) - 72. Certi segni occasionalmente possono destabilizzare [X] (その痕跡は時に[X]の安寧を揺るがすものである?, Sono konseki wa tokini [X] no annei o yurugasu monodearu) - 73. Le domande di un genio diventano una sfida per [X] (天才の質疑はいみじくも[X]どもの攻防となる?, Tensai no shitsugi wa imijikumo [X]-domo no kōbō to naru) - 74. In alcuni casi, un insegnante sperimenta avverse [X] (時に前任者は艱難たる[X]にも閲するものである?, Tokini zennin-sha wa kannantaru [X] ni mo essuru monodearu) - 75. Talvolta una ragazza meccanica è al servizio di [X] (機械仕掛けの彼女は時に[X]にかしずくものである?, Kikai shikake no kanojo wa tokini [X] ni kashizuku monodearu) - 76. La corrente sospinge [X] ininterrottamente... (ゆく[X]の流れは絶えずして…?, Yuku [X] no nagare wa taezu shite…) - 77. Brevi esitazioni scompaiono, ricompaiono e si stabiliscono in [X] (時によどみのうたかたはかつ消えかつ結びて[X]にとどまる?, Tokini yodomi no utakata wa katsu kie katsu musubite [X] ni todomaru) - 78. Un dono che viene dal cuore porta a una complicata [X] (心尽くしの賜物は時に[X]の錯綜となる?, Kokorozukushi no tamamono wa tokini [X] no sakusō to naru)                                                                       | |                             |
| 10 | Uno scherzo di [X] fa danzare un genio 「またしても天才は[X]どもの戯言に踊る」 - Mata shite mo tensai wa [X]-domo no zaregoto ni odoru | 4 febbraio 2019 ISBN 978-4-08-881724-8                                                                               | 25 marzo 2021               |
| 10 | Capitoli - 79. Per il bene di un nuovo [X], qualcuno ce la mette tutta (癒しの新天地にて彼は再び[X]が為奮闘する?, Iyashino shintenchi nite kare wa futatabi [X] ga tame funtō suru) - 80. Al di là del vapore, [X] aumenta le angosce di una professoressa (湯煙の果て前任者は散々たる[X]にたゆたう?, Yukemuri no hate zennin-sha wa sanzantaru [X] ni tayutau) - 81. Un furtivo genio risponde con [X] alle loro congetture (人知れず天才は彼らの忖度に[X]する?, Hitoshirezu tensai wa karera no sontaku ni [X] suru) - 82. Una senpai rinchiusa lotta davanti a un improvviso [X] (隔絶された先人は時に目前の[X]に葛藤する?, Kakuzetsu sa reta senjin wa tokini mokuzen no [X] ni kattō suru) - 83. Uno scherzo di [X] fa danzare un genio (またしても天才は[X]どもの戯言に踊る?, Mata shite mo tensai wa [X]-domo no zaregoto ni odoru) - 84. Un "testo sacro" allude a un [X] di una professoressa (かの書物は前任者の[X]を諷示するものである?, Kano shomotsu wa zennin-sha no [X] o fūji suru monodearu) - 85. La stella del vero amore nel nome di [X] parte 1 (最愛の星に[X]の名を①?, Saiai no hoshi ni [X] no na o ①) - 86. La stella del vero amore nel nome di [X] parte 2 (最愛の星に[X]の名を②?, Saiai no hoshi ni [X] no na o ②) - 87. La stella del vero amore nel nome di [X] parte 3 (最愛の星に[X]の名を③?, Saiai no hoshi ni [X] no na o ③) | |                             |
| 11 | La stella del vero amore nel nome di [X] 「最愛の星に[X]の名を」 - Saiai no hoshi ni [X] no na o | 4 aprile 2019 ISBN 978-4-08-881798-9                                                                                 | 22 aprile 2021              |
| 11 | Capitoli - 88. La stella del vero amore nel nome di [X] parte 4 (最愛の星に[X]の名を④?, Saiai no hoshi ni [X] no na o ④) - 89. La stella del vero amore nel nome di [X] parte 5 (最愛の星に[X]の名を⑤?, Saiai no hoshi ni [X] no na o ⑤) - 90. A volte un genio si dà delle [X] quando si trova vicino all'acqua (汀の天才は時に嘯きながらも[X]する?, Migiwa no tensai wa tokini usobukinagara mo [X] suru) - 91. Di nascosto dai geni [X] si confida inconsciamente (天才どもの英姿にかくして[X]は朦朧と言い洩らす?, Tensai-domo no eishi ni kakushite [X] wa mōrō to ii morasu) - 92. Talvolta un genio sfrutta l'occasione per coccolare [X] (時に天才はよかれと[X]に呼び水をさす?, Tokini tensai wa yokare to [X] ni yobimizu o sasu) - 93. Un'insegnante solleva un [X] inaudito (前任者は賢しらに未曾有の[X]を育む?, Zennin-sha wa sakashira ni mizouno [X] o hagukumu) - 94. Talvolta un senpai fa [X] con un oggetto amato (時に先人は愛しきその姿に[X]を重ねる?, Tokini senjin wa itoshiki sono sugata ni [X] o kasaneru) - 95. E, infine, lui ha un lampo di genio e scatta verso [X] (そうして彼は頓悟して[X]が為に走り出す?, Sōshite kare wa tongo shite [X] ga tame ni hashiridasu) - 96. I geni fanno [X] in segreto, vista la sua fretta (怱々たる彼の様に天才どもは隠密に[X]する?, Sōsōtaru kare no sama ni tensai-domo wa onmitsu ni [X] suru) | |                             |
| 12 | Il fiore di ghiaccio balla con [X] al crepuscolo 「黄昏に氷の華は[X]と舞う」 - Tasogare ni kōri no hana wa [X] to mau | 4 giugno 2019 ISBN 978-4-08-881866-5                                                                                 | 27 maggio 2021              |
| 12 | Capitoli - 97. Il silenzio di un'assenza si trasforma in un [X] per i geni (不在の森関はいみじくも天才どもの[X]となる?, Fuzai no shinkan wa imijikumo tensai-domo no [X] to naru) - 98. Una rivista talvolta può condurli sulla [X] della seduzione (かの章編は時に彼らを蠱惑の[X]へと誘う?, Kano shō-hen wa tokini karera o kowaku no [X] e to izanau) - 99. Nonostante tutto, una senpai imita [X] anticipando il domani (さりとて先人は[X]の形振りを倣い明日を見る?, Saritote senjin wa [X] no narifuri o narai ashita o miru) - 100. Il fiore di ghiaccio balla con [X] al crepuscolo (prima parte) (黄昏に氷の華は[X]と舞う①?, Tasogare ni kōri no hana wa [X] to mau ①) - 101. Il fiore di ghiaccio balla con [X] al crepuscolo (seconda parte) (黄昏に氷の華は[X]と舞う②?, Tasogare ni kōri no hana wa [X] to mau ②) - 102. Il fiore di ghiaccio balla con [X] al crepuscolo (terza parte) (黄昏に氷の華は[X]と舞う③?, Tasogare ni kōri no hana wa [X] to mau ③) - 103. Talvolta un legame può portare a [X] (その連接は時に彼女を[X]させるものである?, Sono rensetsu wa tokini kanojo o [X] sa seru monodearu) - 104. Un tenue rosa rievoca i ricordi di [X] (薄紅の粧しは時にかつての[X]を喚び起こす?, Usubeni no mekashi wa tokini katsute no [X] o yobi okosu) - 105. L'invito di una ragazza riflette inaspettatamente [X] (乙女の招きはたまさかに[X]の鏡鑑となる?, Otome no maneki wa tamasaka ni [X] no kyōkan to naru) | |                             |
| 13 | La fata della sabbia detta il futuro di [X] 「砂上の妖精は[X]に明日を描く」 - Sajō no yōsei wa [X] ni asu o kaku | 4 settembre 2019 ISBN 978-4-08-882021-7                                                                              | 1º luglio 2021              |
| 13 | Capitoli - 106. Una visita porta a [X] grande scompiglio (その来訪は果たして[X]どもの一大事である?, Sono raihō wa hatashite [X]-domo no ichidaijidearu) - 107. La fata della sabbia detta il futuro di [X] (prima parte) (砂上の妖精は[X]に明日を描く①?, Sajō no yōsei wa [X] ni asu o kaku ①) - 108. La fata della sabbia detta il futuro di [X] (seconda parte) (砂上の妖精は[X]に明日を描く②?, Sajō no yōsei wa [X] ni asu o kaku ②) - 109. La fata della sabbia detta il futuro di [X] (terza parte) (砂上の妖精は[X]に明日を描く③?, Sajō no yōsei wa [X] ni asu o kaku ③) - 110. La fata della sabbia detta il futuro di [X] (quarta parte) (砂上の妖精は[X]に明日を描く④?, Sajō no yōsei wa [X] ni asu o kaku ④) - 111. Una visita può trasformarsi nell'inquietante apparizione di un [X] (前任者のおとづろ[X]は時に奇異なるものである?, Zennin-sha no otozuro [X] wa tokini kiinaru monodearu) - 112. Preoccuparsi per il caldo si ritorce contro [X] (熱に憂う外套は時に善意の[X]に抗う?, Netsu ni ureu gaitō wa tokini zen'i no [X] ni aragau) - 113. Talvolta [X] danza in preda alle visioni (時に[X]は占卜の如何に踊るものである?, Tokini [X] wa sen boku to no ikaga ni odoru monodearu) - 114. Le lucciole meccaniche anelano la fresca neve di [X] (prima parte) (機械仕掛の蛍は[X]の淡雪に焦がる①?, Kikai jikake no hotaru wa [X] no awayuki ni ko garu ①) | |                             |
| 14 | Le lucciole meccaniche anelano la fresca neve di [X] 「機械仕掛の蛍は[X]の淡雪に焦がる」 - Kikai jikake no hotaru wa [X] no awayuki ni ko garu | 1º novembre 2019 ISBN 978-4-08-882083-5 (ed. regolare) ISBN 978-4-08-908359-8 (ed. limitata)                         | 15 luglio 2021              |
| 14 | Capitoli - 115. Le lucciole meccaniche anelano la fresca neve di [X] (seconda parte) (機械仕掛の蛍は[X]の淡雪に焦がる②?, Kikai jikake no hotaru wa [X] no awayuki ni ko garu ②) - 116. Le lucciole meccaniche anelano la fresca neve di [X] (terza parte) (機械仕掛の蛍は[X]の淡雪に焦がる③?, Kikai jikake no hotaru wa [X] no awayuki ni ko garu ③) - 117. Le lucciole meccaniche anelano la fresca neve di [X] (quarta parte) (機械仕掛の蛍は[X]の淡雪に焦がる④?, Kikai jikake no hotaru wa [X] no awayuki ni ko garu ④) - 118. Talvolta un senpai vaga tra le sorgenti termali e [X] (先人は時に湯花と[X]にたゆとうものである?, Senjin wa tokini yubana to [X] ni tayutō monodearu) - 119. Viaggiare indietro nel tempo permette di incontrare una [X] del passato (時の遡行は過ぎ去りし[X]との邂逅となる?, Toki no sokō wa sugisarishi [X] to no kaikō to naru) - 120. Verso la fine dell'anno, un genio lascia una traccia a [X] (年の暮 天才は[X]にて跡を濁さず?, Toshi no kure tensai wa [X] nite ato o nigosazu) - 121. Talvolta un'amorevole creatura porta scompiglio a [X] (時に愛すべき獣は波乱と[X]をもたらすものである?, Tokini aisubeki kemono wa haran to [X] o motarasu monodearu) - 122. E così un [X] si festeggia tranquillamente (斯様に彼女らは粛々と[X]を祝す?, Kayō ni kanojora wa shukushuku to [X] o shukusu) - 123. I loro pensieri vanno a [X] e all'anno che sta fuggendo via (詣でる彼らは過ぎ往く年と[X]に馳せる?, Mōderu karera wa sugi yuku toshi to [X] ni haseru)                                                                                            | |                             |
| 15 | Nonostante tutto, più che mai, chi sostiene [X] è... 「それでも尚[X]を支えるものは」 - Soredemo nao [X] o sasaeru mono wa | 4 gennaio 2020 ISBN 978-4-08-882173-3                                                                                | 12 agosto 2021              |
| 15 | Capitoli - 124. Un cambiamento d'aspetto talvolta porta [X] a fare progressi (天才の変貌は時に[X]の進境となる?, Tensai no henbō wa tokini [X] no shinkyō to naru) - 125. Atti di devozione a [X] di una giovane sorella (縁の下の少女はかくも[X]に献身する?, En'noshita no shōjo wa kaku mo [X] ni kenshin suru) - 126. Una senpai accumula [X] in vista del gran giorno (先人はかの日に備え[X]を蓄積する?, Senjin haka no hi ni sonae [X] o chikuseki suru) - 127. [X] affrontano quella fatidica mattina in completa tranquillità (楚々として[X]どもはその朝を迎える?, Soso to shite [X]-domo wa sono asa o mukaeru) - 128. Nonostante tutto, più che mai, chi sostiene [X] è... (それでも尚[X]を支えるものは?, Soredemo nao [X] o sasaeru mono wa) - 129. Con lo sciogliersi della neve, le ragazze si avvicinano a [X] (雪解けに彼女らは戯れ[X]に寄り添う?, Yukidoke ni kanojora wa tawamure [X] ni yorisou) - 130. Talvolta i geni lottano contro [X] (時に天才どもは再び親難に[X]するものである?, Tokini tensai-domo wa futatabi oya-nan ni [X] suru monodearu) - 131. In alcuni casi, la loro [X] è flessibile (時に彼らの[X]は柔軟たるものである?, Tokini karera no [X] wa jūnantaru monodearu) - 132. Lungo la sponda, al crepuscolo, rema verso [X] (薄明に水辺の君はやがて[X]に漕ぎつく?, Hakumei ni mizube no kimi wa yagate [X] ni kogi tsuku) | |                             |
| 16 | E così arrivò il momento di [X] 「そして[x]の時」 - Soshite [x] no toki | 3 aprile 2020 ISBN 978-4-08-882253-2 (ed. regolare) ISBN 978-4-08-908376-5 (ed. limitata)                            | 9 settembre 2021            |
| 16 | Capitoli - 133. E così un'insegnante si gode gli [X] passati (前任者はそして過ぎ去りし[x]を享受する?, Zen'nin-sha wa soshite sugisarishi [x] o kyōju suru) - 134. Il passato del senpai cambia i colori di [X] (先人のかつてはやがて[x]に色づく?, Senjin no katsute wa yagate [x] ni irodzuku) - 135. A volte si lanciano gli [X] per scacciare gli oni (時に彼らは鬼のいる間に[x]を選択する?, Tokini karera wa oni no iru ma ni [x] o sentaku suru) - 136. Ciò che risveglia [X] dal sonno è... (眠りの果て[x]の現に目覚めたものは?, Nemuri no hate [x] no gen'ni mezameta mono wa) - 137. Talvolta i dolci sentimenti di una fanciulla sono connessi a [X] (prima parte) (乙女の甘い想いは時に[x]に連なるものである①?, Otome no amai omoi wa tokini [x] ni tsuranaru monodearu ①) - 138. Talvolta i dolci sentimenti di una fanciulla sono connessi a [X] (seconda parte) (乙女の甘い想いは時に[x]に連なるものである②?, Otome no amai omoi wa tokini [x] ni tsuranaru monodearu ②) - 139. Imparano da sole la [X] finale (彼らはひとり最後の[x]に学ぶ?, Karera wa hitori saigo no [x] ni manabu) - 140. E così arrivò il momento di [X] (そして[x]の時?, Soshite [x] no toki) - 141. Sorrisi e singhiozzi per [X], poi... (その[x]に微笑む者と咽ぶ者そして…?, Sono [x] ni hohoemu mono to musebu mono soshite…) | |                             |
| 17 | La fugace principessa sirena spruzza nella [X] promessa 「泡沫の人魚姫は約束の[X]に濡つ」 - Utakata no ningyo hime wa yakusoku no [X] ni nuretsu | 4 giugno 2020 ISBN 978-4-08-882335-5                                                                                 | 14 ottobre 2021             |
| 17 | Capitoli - 142. La fugace principessa sirena spruzza nella [X] promessa (prima parte) (泡沫の人魚姫は約束の[X]に濡つ①?, Utakata no ningyo hime wa yakusoku no [X] ni nuretsu ①) - 143. La fugace principessa sirena spruzza nella [X] promessa (seconda parte) (泡沫の人魚姫は約束の[X]に濡つ②?, Utakata no ningyo hime wa yakusoku no [X] ni nuretsu ②) - 144. La fugace principessa sirena spruzza nella [X] promessa (terza parte) (泡沫の人魚姫は約束の[X]に濡つ③?, Utakata no ningyo hime wa yakusoku no [X] ni nuretsu ③) - 145. La fugace principessa sirena spruzza nella [X] promessa (quarta parte) (泡沫の人魚姫は約束の[X]に濡つ④?, Utakata no ningyo hime wa yakusoku no [X] ni nuretsu ④) - 146. La fugace principessa sirena spruzza nella [X] promessa (quinta parte) (泡沫の人魚姫は約束の[X]に濡つ⑤?, Utakata no ningyo hime wa yakusoku no [X] ni nuretsu ⑤) - 147. La fugace principessa sirena spruzza nella [X] promessa (sesta parte) (泡沫の人魚姫は約束の[X]に濡つ⑥?, Utakata no ningyo hime wa yakusoku no [X] ni nuretsu ⑥) - 148. La fugace principessa sirena spruzza nella [X] promessa (settima parte) (泡沫の人魚姫は約束の[X]に濡つ⑦?, Utakata no ningyo hime wa yakusoku no [X] ni nuretsu ⑦) - 149. La fugace principessa sirena spruzza nella [X] promessa (ottava parte) (泡沫の人魚姫は約束の[X]に濡つ⑧?, Utakata no ningyo hime wa yakusoku no [X] ni nuretsu ⑧) - 150. [X] =… ([X]=…?) | |                             |
| 18 | [X] = Pollicina, il super computer tascabile 「[X]＝機械仕掛けの親指姫編」 - [X] = kikai shikake no oyayubi hime-hen | 4 agosto 2020 ISBN 978-4-08-882383-6                                                                                 | 11 novembre 2021            |
| 18 | Capitoli - 151. [X] = Pollicina, il super computer tascabile (prima parte) ([X]=機械仕掛けの親指姫編①?, [X]=Kikaijikake no oyayubi hime-hen ①) - 152. [X] = Pollicina, il super computer tascabile (seconda parte) ([X]=機械仕掛けの親指姫編②?, [X]=Kikaijikake no oyayubi hime-hen ②) - 153. [X] = Pollicina, il super computer tascabile (terza parte) ([X]=機械仕掛けの親指姫編③?, [X]=Kikaijikake no oyayubi hime-hen ③) - 154. [X] = Pollicina, il super computer tascabile (quarta parte) ([X]=機械仕掛けの親指姫編④?, [X]=Kikaijikake no oyayubi hime-hen ④) - 155. [X] = Pollicina, il super computer tascabile (quinta parte) ([X]=機械仕掛けの親指姫編⑤?, [X]=Kikaijikake no oyayubi hime-hen ⑤) - 156. [X] = Pollicina, il super computer tascabile (sesta parte) ([X]=機械仕掛けの親指姫編⑥?, [X]=Kikaijikake no oyayubi hime-hen ⑥) - 157. [X] = Pollicina, il super computer tascabile (settima parte) ([X]=機械仕掛けの親指姫編⑦?, [X]=Kikaijikake no oyayubi hime-hen ⑦) - 158. [X] = Pollicina, il super computer tascabile (ottava parte) ([X]=機械仕掛けの親指姫編⑧?, [X]=Kikaijikake no oyayubi hime-hen ⑧) - 159. [X] = Pollicina, il super computer tascabile (nona parte) ([X]=機械仕掛けの親指姫編⑨?, [X]=Kikaijikake no oyayubi hime-hen ⑨) | |                             |
| 19 | [X] = La bella addormentata del bosco letterario 「[X]＝文学の森の眠り姫編」 - [X] = bungaku no mori no nemuri hime-hen | 2 ottobre 2020 ISBN 978-4-08-882430-7                                                                                | 10 febbraio 2022            |
| 19 | Capitoli - 160. [X] = La bella addormentata del bosco letterario (prima parte) ([X]=文学の森の眠り姫編①?, [X]=Bungaku no mori no nemuri hime-hen ①) - 161. [X] = La bella addormentata del bosco letterario (seconda parte) ([X]=文学の森の眠り姫編②?, [X]=Bungaku no mori no nemuri hime-hen ②) - 162. [X] = La bella addormentata del bosco letterario (terza parte) ([X]=文学の森の眠り姫編③?, [X]=Bungaku no mori no nemuri hime-hen ③) - 163. [X] = La bella addormentata del bosco letterario (quarta parte) ([X]=文学の森の眠り姫編④?, [X]=Bungaku no mori no nemuri hime-hen ④) - 164. [X] = La bella addormentata del bosco letterario (quinta parte) ([X]=文学の森の眠り姫編⑤?, [X]=Bungaku no mori no nemuri hime-hen ⑤) - 165. [X] = La bella addormentata del bosco letterario (sesta parte) ([X]=文学の森の眠り姫編⑥?, [X]=Bungaku no mori no nemuri hime-hen ⑥) - 166. [X] = La bella addormentata del bosco letterario (settima parte) ([X]=文学の森の眠り姫編⑦?, [X]= Bungaku no mori no nemuri hime-hen ⑦) - 167. [X] = La bella addormentata del bosco letterario (ottava parte) ([X]=文学の森の眠り姫編⑧?, [X]=Bungaku no mori no nemuri hime-hen ⑧) - 168. [X] = La bella addormentata del bosco letterario (nona parte) ([X]=文学の森の眠り姫編⑨?, [X]=Bungaku no mori no nemuri hime-hen ⑨) | |                             |
| 20 | [X] = La notte del domani della piccola fatina 「[X]＝明日の夜の小妖精編」 - [X] = Ashita no yoru no ko yōsei-hen | 4 gennaio 2021 (ed. regolare & speciale) ISBN 978-4-08-882530-4 (ed. regolare) ISBN 978-4-08-908397-0 (ed. speciale) | 14 aprile 2022              |
| 20 | Capitoli - 169. [X] = La notte del domani della piccola fatina (prima parte) ([X]＝明日の夜の小妖精編①?, [X] =Ashita no yoru no ko yōsei-hen ①) - 170. [X] = La notte del domani della piccola fatina (seconda parte) ([X]＝明日の夜の小妖精編②?, [X] =Ashita no yoru no ko yōsei-hen ②) - 171. [X] = La notte del domani della piccola fatina (terza parte) ([X]＝明日の夜の小妖精編③?, [X] =Ashita no yoru no ko yōsei-hen ③) - 172. [X] = La notte del domani della piccola fatina (quarta parte) ([X]＝明日の夜の小妖精編④?, [X] =Ashita no yoru no ko yōsei-hen ④) - 173. [X] = La notte del domani della piccola fatina (quinta parte) ([X]＝明日の夜の小妖精編⑤?, [X] =Ashita no yoru no ko yōsei-hen ⑤) - 174. [X] = La notte del domani della piccola fatina (sesta parte) ([X]＝明日の夜の小妖精編⑥?, [X] =Ashita no yoru no ko yōsei-hen ⑥) - 175. [X] = La notte del domani della piccola fatina (settima parte) ([X]＝明日の夜の小妖精編⑦?, [X] =Ashita no yoru no ko yōsei-hen ⑦) - 176. [X] = La notte del domani della piccola fatina (ottava parte) ([X]＝明日の夜の小妖精編⑧?, [X] =Ashita no yoru no ko yōsei-hen ⑧) - 177. [X] = La notte del domani della piccola fatina (nona parte) ([X]＝明日の夜の小妖精編⑨?, [X] =Ashita no yoru no ko yōsei-hen ⑨) | |                             |
| 21 | [X] = La regina del ghiaccio sottile 「[X]＝薄氷の女王編」 - [X] = Hakuhyō no joō-hen | 4 marzo 2021 ISBN 978-4-08-882577-9 (ed. regolare) ISBN 978-4-08-908398-7 (ed. speciale)                             | 16 giugno 2022              |
| 21 | Capitoli - 178. [X] = La regina del ghiaccio sottile (prima parte) ([X]＝薄氷の女王編①?, [X] = Hakuhyō no joō-hen ①) - 179. [X] = La regina del ghiaccio sottile (seconda parte) ([X]＝薄氷の女王編②?, [X] = Hakuhyō no joō-hen ②) - 180. [X] = La regina del ghiaccio sottile (terza parte) ([X]＝薄氷の女王編③?, [X] = Hakuhyō no joō-hen ③) - 181. [X] = La regina del ghiaccio sottile (quarta parte) ([X]＝薄氷の女王編④?, [X] = Hakuhyō no joō-hen ④) - 182. [X] = La regina del ghiaccio sottile (quinta parte) ([X]＝薄氷の女王編⑤?, [X] = Hakuhyō no joō-hen ⑤) - 183. [X] = La regina del ghiaccio sottile (sesta parte) ([X]＝薄氷の女王編⑥?, [X] = Hakuhyō no joō-hen ⑥) - 184. [X] = La regina del ghiaccio sottile (settima parte) ([X]＝薄氷の女王編⑦?, [X] = Hakuhyō no joō-hen ⑦) - 185. [X] = La regina del ghiaccio sottile (ottava parte) ([X]＝薄氷の女王編⑧?, [X] = Hakuhyō no joō-hen ⑧) - 186. [X] = La regina del ghiaccio sottile (nona parte) ([X]＝薄氷の女王編⑨?, [X] = Hakuhyō no joō-hen ⑨) - Verso il futuro di [X] | |                             |

### Light novel
Una serie di due romanzi, scritta da Hamubane e illustrata da Taishi Tsutsui, sono stati pubblicati tra il 4 aprile al 4 dicembre 2019 da Shūeisha sotto l'etichetta JUMP j-BOOKS.
| Giapponese 「Kanji」 - Rōmaji                                                                          | Data di prima pubblicazione            | Data di prima pubblicazione |
| Giapponese 「Kanji」 - Rōmaji                                                                          | Giapponese                             |                             |
| 「ぼくたちは勉強ができない 非日常の例題集」 - Boku-tachi wa benkyō ga dekinai hi nichijō no reidai-shū | 4 aprile 2019 ISBN 978-4-08-703474-5   |                             |
| 「ぼくたちは勉強ができない 未体験の時間割」 - Boku-tachi wa benkyō ga dekinai mi taiken no jikanwari   | 4 dicembre 2019 ISBN 978-4-08-703489-9 |                             |

### Anime
La produzione di una serie televisiva anime fu resa nota il 27 agosto 2018 mediante il trentanovesimo numero di quell'anno del settimanale Weekly Shōnen Jump. L'anime è stato co-prodotto dagli studi Studio Silver e Arvo Animation sotto la regia di Yoshiaki Iwasaki, con Gou Zappa accreditato per la composizione della serie e Masakatsu Sasaki per il character design. La colonna sonora è stata invece realizzata da Masato Nakayama. La serie è stata trasmessa a partire dal 7 aprile al 30 giugno 2019 su Tokyo MX, Gunma TV, Tochigi TV, BS11, AT-X, MBS e TV Aichi. I brani Seishun seminar (セイシュンゼミナール?) e Never Give It Up!! sono stati utilizzati rispettivamente come sigle di apertura e chiusura e sono stati entrambi interpretati dalle doppiatrici Haruka Shiraishi, Miyu Tomita e Sayumi Suzushiro sotto lo pseudonimo di gruppo Study. Aniplex of America ha licenziato la serie per la distribuzione nei Paesi anglofoni sotto il titolo We Never Learn: BOKUBEN e l'anime è stato pubblicato in streaming sulle piattaforme Crunchyroll, Hulu e FunimationNow. Per Australia e Nuova Zelanda, la serie è stata resa disponibile su AnimeLab.
Un episodio extra OAV è stato distribuito in esclusiva con l'edizione speciale del quattordicesimo volume del manga, uscito il 1º novembre 2019. Sul trentunesimo numero di Weekly Shōnen Jump del 2019, pubblicato il 1º luglio 2019, è stata annunciata la futura trasmissione di una seconda stagione a partire da ottobre 2019. Quest'ultima è stata poi trasmessa dal 6 ottobre al 29 dicembre 2019. La sigla d'apertura è Can now, Can now ed è cantata da Study, mentre quella di chiusura si intitola Hōkago no Liberty (放課後のリバティ?) ed è interpretata da Halca. Un ulteriore episodio OAV è stato allegato in esclusiva all'edizione speciale del sedicesimo volume del manga, uscito il 3 aprile 2020.
Stagione 1
| Nº | Giapponese 「Kanji」 - Rōmaji                                                                                | In onda        | In onda |
| Nº | Giapponese 「Kanji」 - Rōmaji                                                                                | Giapponese     |         |
| 1  | 「天才と［Ｘ］は表裏一体である」 - Tensai to [X] wa hyōriittai de aru                                        | 7 aprile 2019  |         |
| 2  | 「魚心あれば、天才に［Ｘ］心あり」 - Uogokoro areba, tensai ni [X] kokoro ari                                | 14 aprile 2019 |         |
| 3  | 「天才は［Ｘ］にも心通ずるものと知る」 - Tensai wa [X] ni mo kokoro tsūzuru mono to shiru                    | 21 aprile 2019 |         |
| 4  | 「彼女が天才に望むもの即ち［Ｘ］である」 - Kanojo ga Tensai ni Nozomu Mono Sunawachi [X] de aru              | 28 aprile 2019 |         |
| 5  | 「林間の天才は［Ｘ］に迷走する」 - Rinkan no tensai wa [X] ni meisō suru                                     | 5 maggio 2019  |         |
| 6  | 「天才［Ｘ］たちはかくして勉強ができない」 - Tensai [X] tachi wa kakushite benkyō ga dekinai                 | 12 maggio 2019 |         |
| 7  | 「前任者の秘匿領域は［Ｘ］な有様である」 - Zenninsha no hitoku ryōiki wa [X] na arisamadearu                 | 19 maggio 2019 |         |
| 8  | 「天才の一挙手一投足は時に［Ｘ］を翻弄する」 - Tensai no ichi kyoshu ichi tōsoku wa toki ni [X] o honrō suru | 26 maggio 2019 |         |
| 9  | 「禁断の地にて彼は、［Ｘ］が為奮闘する」 - Kindan no chi nite kare wa, [X] ga tame funtō suru                | 2 giugno 2019  |         |
| 10 | 「かの新天地に迷える子羊は［Ｘ］と邂逅する」 - Kano shin tenchi ni mayoe ru kohitsuji wa x to kaikō suru     | 9 giugno 2019  |         |
| 11 | 「威厳ある前任者は時に［Ｘ］にかしづく」 - Igen aru zennin-sha wa toki ni [X] ni kashizuku                   | 16 giugno 2019 |         |
| 12 | 「天才は時に［Ｘ］をともに分かち追懐する」 - Tensai wa toki ni [X] o tomo ni wakachi tsuikai suru            | 23 giugno 2019 |         |
| 13 | 「天才の目に天の光はすべて［Ｘ］である」 - Tensai no me ni ten no hikari wa subete [X] de aru                | 30 giugno 2019 |         |

Stagione 2
| Nº | Giapponese 「Kanji」 - Rōmaji                                                                                                  | In onda          | In onda |
| Nº | Giapponese 「Kanji」 - Rōmaji                                                                                                  | Giapponese       |         |
| 1  | 「天才と彼はその［ｘ］なる判定に銘々慮る」 - Tensai to kare wa sono [X] naru hantei ni meimei omonbakaru                       | 6 ottobre 2019   |         |
| 2  | 「時には、長老の誇りは［ｘ］の状況に直接反対」 - Toki ni wa, chōrō no hokori wa [X] no jōkyō ni chokusetsuhantai               | 13 ottobre 2019  |         |
| 3  | 「天才は変遷する季節と［ｘ］模様に憂う」 - Tensai wa hensen suru kisetsu to [X] moyō ni ureu                                   | 20 ottobre 2019  |         |
| 4  | 「時に天才は限定された［ｘ］において奮闘する」 - Toki ni tensai wa gentei sareta [X] ni oite funtou suru                       | 27 ottobre 2019  |         |
| 5  | 「心尽くしの賜物は時に［ｘ］の錯綜となる」 - Kokorodzukushi no tamamono wa toki ni [X] no sakusō to naru                       | 3 novembre 2019  |         |
| 6  | 「彼らは安んぞ面する［ｘ］の志を知らんや」 - Karera wa izukunzo mensuru [X] no kokorozashi o shiran ya                         | 10 novembre 2019 |         |
| 7  | 「人知れず天才は彼らの忖度に［ｘ］する」 - Hitoshirezu tensai wa karera no sontaku ni [X] suru                                 | 17 novembre 2019 |         |
| 8  | 「ゆく［ｘ］の流れは絶えずして…」 - Yuku [X] no Nagare wa taezu shite…                                                         | 24 novembre 2019 |         |
| 9  | 「最愛の星に［ｘ］の名を（前編）」 - Saiai no hoshi ni [X] no na wo (zenpen)                                                   | 1º dicembre 2019 |         |
| 10 | 「最愛の星に［ｘ］の名を（後編）」 - Saiai no hoshi ni [X] no na wo (kōhen)                                                    | 8 dicembre 2019  |         |
| 11 | 「祭のはじめは矢継ぎ早 彼らに［ｘ］が降りかかる」 - Matsuri no hajime wa yatsugibaya karera ni [X] ga furikakaru               | 15 dicembre 2019 |         |
| 12 | 「祭の騒ぎは留まらず［ｘ］どもは茨の道を往く」 - Matsuri no sawagi wa tomarazu [X] domo wa ibara no michi wo yuku              | 22 dicembre 2019 |         |
| 13 | 「祭の終わりは寂しくも華やかに［ｘ］どもを祝福する」 - Matsuri no owari wa sabishiku mo hanayaka ni [X] domo wo shukufuku suru | 29 dicembre 2019 |         |

## Accoglienza
Nel maggio 2018, il manga ha superato il milione di copie vendute, risultato migliorato nel febbraio 2019 giungendo a quota due milioni, vendite digitali incluse.
Lorenzo Campanini di MangaForever ha considerato We Never Learn come il secondo anime rivelazione del 2019.

### Annotazioni al testo
1. ↑  Nella programmazione giapponese l'inizio della serie è segnalato per il 6 aprile 2019 alle 24:30, corrispondenti alle 00:30 del 7 aprile 2019.
2. ↑  Nella programmazione giapponese l'inizio della serie è segnalato per il 6 ottobre 2019 alle 24:30, corrispondenti alle 00:30 del 7 ottobre 2019.

### Fonti
1. ↑  (EN) Nick Creamer, James Beckett, Lynzee Loveridge, Rebecca Silverman e Theron Martin, The Spring 2019 Anime Preview Guide - We Never Learn: BOKUBEN, su animenewsnetwork.com, Anime News Network, 6 aprile 2019. URL consultato il 29 ottobre 2020.
2. 1 2  (JA) ジャンプ新連載6連弾、第1弾は「マジカルパティシエ」の筒井大志が描くラブコメ, in Natalie, 6 febbraio 2017. URL consultato il 28 agosto 2018.
3. ↑  (EN) Lynzee Loveridge, Watch We Never Learn's Taishi Tsutsui Celebrate TV Anime Announcement, in Anime News Network, 29 agosto 2018. URL consultato il 29 ottobre 2020.
4. ↑  (FR) Critique Vol.5 We Never Learn, su Manga news, 12 dicembre 2019. URL consultato il 29 ottobre 2020.
5. ↑   Bokutachi wa Benkyou ga dekinai! Arriva l'anime per il Jump Manga, in AnimeClick.it, 29 agosto 2018. URL consultato il 29 agosto 2018.
6. ↑  (EN) Crystalyn Hodgkins, We Never Learn: BOKUBEN Anime Gets 2nd Season in October, in Anime News Network, 29 giugno 2019. URL consultato il 30 giugno 2019.
7. 1 2 3 4 5  (EN) Karen Ressler, We Never Learn Anime Reveals Main Cast, in Anime News Network, 24 novembre 2018. URL consultato il 24 novembre 2018 (archiviato il 25 novembre 2018).
8. 1 2 3  (EN) Crystalyn Hodgkins, 'We Never Learn' TV Anime Reveals New Promo Video, More Cast, April Premiere, in Anime News Network, 22 dicembre 2018. URL consultato il 22 dicembre 2018 (archiviato il 22 dicembre 2018).
9. ↑  (EN) Rafael Antonio Pineda, Shonen Jump Magazine to Launch 6 New Series By Kuroko's Basketball, Beelzebub, More Authors, in Anime News Network, 26 gennaio 2017. URL consultato il 24 marzo 2017 (archiviato il 24 marzo 2017).
10. ↑  (EN) Roberto Addari, We Never Learn, il manga verso la conclusione, in MangaForever, 29 novembre 2020. URL consultato il 29 novembre 2020 (archiviato dall'url originale il 29 novembre 2020).
11. ↑   Termina We Never Learn e ritorna la disegnatrice di Act-Age, in AnimeClick.it, 9 dicembre 2020. URL consultato il 12 dicembre 2020.
12. ↑  (EN) Crystalyn Hodgkins, We Never Learn Manga Ends Final 'Parallel Story' Chapter, Teases Conclusion Next Week (Updated), in Anime News Network, 13 dicembre 2020. URL consultato il 20 dicembre 2020.
13. 1 2   We Neverl Learn 1, su animeclick.it, AnimeClick.it. URL consultato il 4 maggio 2020.
14. ↑   I nuovi manga Panini annunciati per giugno 2020, in Fumettologica, 14 aprile 2020. URL consultato il 4 maggio 2020.
15. ↑   Roberto Addari, Planet Manga annuncia We Never Learn (BokuBen), in MangaForever, 8 aprile 2020. URL consultato il 4 maggio 2020 (archiviato dall'url originale il 3 settembre 2020).
16. 1 2   We Never Learn 21, su animeclick.it, AnimeClick.it. URL consultato il 9 giugno 2022.
17. ↑  (EN) Karen Ressler, Viz's Shonen Jump Adds Robot × Laserbeam, We Never Learn Manga, in Anime News Network, 17 aprile 2017. URL consultato il 4 aprile 2019 (archiviato il 2 aprile 2019).
18. ↑  (JA) ぼくたちは勉強ができない 1, su books.shueisha.co.jp, Shūeisha. URL consultato l'11 luglio 2018.
19. ↑  (JA) ぼくたちは勉強ができない 2, su books.shueisha.co.jp, Shūeisha. URL consultato l'11 luglio 2018.
20. ↑   We Neverl Learn 2, su animeclick.it, AnimeClick.it. URL consultato il 30 giugno 2020.
21. ↑  (JA) ぼくたちは勉強ができない 3, su books.shueisha.co.jp, Shūeisha. URL consultato l'11 luglio 2018.
22. ↑   We Neverl Learn 3, su animeclick.it, AnimeClick.it. URL consultato il 15 giugno 2020.
23. ↑  (JA) ぼくたちは勉強ができない 4, su books.shueisha.co.jp, Shūeisha. URL consultato l'11 luglio 2018.
24. ↑   We Neverl Learn 4, su animeclick.it, AnimeClick.it. URL consultato il 2 settembre 2020.
25. ↑  (JA) ぼくたちは勉強ができない 5, su books.shueisha.co.jp, Shūeisha. URL consultato l'11 luglio 2018.
26. ↑   We Neverl Learn 5, su animeclick.it, AnimeClick.it. URL consultato il 24 settembre 2020.
27. ↑  (JA) ぼくたちは勉強ができない 6, su books.shueisha.co.jp, Shūeisha. URL consultato l'11 luglio 2018.
28. ↑   We Neverl Learn 6, su animeclick.it, AnimeClick.it. URL consultato il 15 ottobre 2020.
29. ↑  (JA) ぼくたちは勉強ができない 7, su books.shueisha.co.jp, Shūeisha. URL consultato l'11 luglio 2018.
30. ↑   We Neverl Learn 7, su animeclick.it, AnimeClick.it. URL consultato il 12 dicembre 2020.
31. ↑  (JA) ぼくたちは勉強ができない 8, su books.shueisha.co.jp, Shūeisha. URL consultato il 2 agosto 2018.
32. ↑   We Neverl Learn 8, su animeclick.it, AnimeClick.it. URL consultato il 23 gennaio 2021.
33. ↑  (JA) ぼくたちは勉強ができない 9, su books.shueisha.co.jp, Shūeisha. URL consultato il 31 ottobre 2018.
34. ↑   We Neverl Learn 9, su animeclick.it, AnimeClick.it. URL consultato il 2 febbraio 2021.
35. ↑  (JA) ぼくたちは勉強ができない 10, su books.shueisha.co.jp, Shūeisha. URL consultato il 24 gennaio 2019.
36. ↑   We Neverl Learn 10, su animeclick.it, AnimeClick.it. URL consultato il 1º marzo 2021.
37. ↑  (JA) ぼくたちは勉強ができない 11, su books.shueisha.co.jp, Shūeisha. URL consultato il 6 marzo 2019.
38. ↑   We Neverl Learn 11, su animeclick.it, AnimeClick.it. URL consultato il 31 marzo 2021.
39. ↑  (JA) ぼくたちは勉強ができない 12, su books.shueisha.co.jp, Shūeisha. URL consultato il 18 aprile 2019.
40. ↑   We Never Learn 12, su animeclick.it, AnimeClick.it. URL consultato il 16 maggio 2021.
41. ↑  (JA) ぼくたちは勉強ができない 13, su books.shueisha.co.jp, Shūeisha. URL consultato il 17 aprile 2020.
42. ↑   We Never Learn 13, su animeclick.it, AnimeClick.it. URL consultato il 28 giugno 2021.
43. ↑  (JA) ぼくたちは勉強ができない 14, su books.shueisha.co.jp, Shūeisha. URL consultato il 17 aprile 2020.
44. ↑  (JA) ぼくたちは勉強ができない 14 アニメBD 同梱版, su books.shueisha.co.jp, Shūeisha. URL consultato il 17 aprile 2020.
45. ↑   We Never Learn 14, su animeclick.it, AnimeClick.it. URL consultato il 30 giugno 2021.
46. ↑  (JA) ぼくたちは勉強ができない 15, su books.shueisha.co.jp, Shūeisha. URL consultato il 17 aprile 2020.
47. ↑   We Never Learn 15, su animeclick.it, AnimeClick.it. URL consultato il 30 luglio 2021.
48. ↑  (JA) ぼくたちは勉強ができない 16, su books.shueisha.co.jp, Shūeisha. URL consultato il 17 aprile 2020.
49. ↑  (JA) ぼくたちは勉強ができない 16 アニメBD同梱版, su books.shueisha.co.jp, Shūeisha. URL consultato il 17 aprile 2020.
50. ↑   We Never Learn 16, su animeclick.it, AnimeClick.it. URL consultato il 1º settembre 2021.
51. ↑  (JA) ぼくたちは勉強ができない 17, su books.shueisha.co.jp, Shūeisha. URL consultato il 17 aprile 2020.
52. ↑   We Never Learn 17, su animeclick.it, AnimeClick.it. URL consultato il 1º ottobre 2021.
53. ↑  (JA) ぼくたちは勉強ができない 18, su books.shueisha.co.jp, Shūeisha. URL consultato il 7 luglio 2020.
54. ↑   We Never Learn 18, su animeclick.it, AnimeClick.it. URL consultato il 30 ottobre 2021.
55. ↑  (JA) ぼくたちは勉強ができない 19, su books.shueisha.co.jp, Shūeisha. URL consultato il 30 settembre 2020.
56. ↑   We Never Learn 19, su animeclick.it, AnimeClick.it. URL consultato il 1º febbraio 2022.
57. ↑  (JA) ぼくたちは勉強ができない 20, su books.shueisha.co.jp, Shūeisha. URL consultato il 1º dicembre 2020.
58. ↑  (JA) ぼくたちは勉強ができない 20 音声ドラマ＆ミニ画集付き同梱版, su books.shueisha.co.jp, Shūeisha. URL consultato il 1º dicembre 2020.
59. ↑   We Never Learn 20, su animeclick.it, AnimeClick.it. URL consultato il 30 marzo 2022.
60. ↑  (JA) ぼくたちは勉強ができない 21, su books.shueisha.co.jp, Shūeisha. URL consultato il 5 marzo 2021.
61. ↑  (JA) ぼくたちは勉強ができない 第21巻 音声ドラマ＆ミニ画集付き同梱版, su books.shueisha.co.jp, Shūeisha. URL consultato il 5 marzo 2021.
62. ↑  (EN) Rafael Antonio Pineda, We Never Learn Manga Gets 2nd Novel on December 4, su Anime News Network, 6 novembre 2019. URL consultato il 1º dicembre 2020.
63. ↑  (JA) ぼくたちは勉強ができない 非日常の例題集, su j-books.shueisha.co.jp, Shūeisha. URL consultato il 1º dicembre 2020.
64. ↑  (JA) ぼくたちは勉強ができない 未体験の時間割, su j-books.shueisha.co.jp, Shūeisha. URL consultato il 1º dicembre 2020.
65. ↑  (EN) Rafael Antonio Pineda, Taishi Tsutsui's 'We Never Learn' Manga Gets TV Anime, in Anime News Network, 26 agosto 2018. URL consultato il 26 agosto 2018 (archiviato il 26 agosto 2018).
66. ↑  (EN) Crystalyn Hodgkins, 'We Never Learn' Anime Premieres on April 6, in Anime News Network, 24 febbraio 2019. URL consultato il 24 febbraio 2019 (archiviato il 25 febbraio 2019).
67. ↑  (JA) MOVIE | TVアニメ「ぼくたちは勉強ができない」公式サイト, su boku-ben.com, Aniplex, 25 marzo 2019. URL consultato il 25 marzo 2019 (archiviato il 27 marzo 2019).
68. ↑  (EN) Jennifer Sherman, Aniplex of America Licenses We Never Learn: BOKUBEN, Demon Slayer: Kimetsu no Yaiba Anime, in Anime News Network, 2 aprile 2019. URL consultato il 4 aprile 2019 (archiviato il 3 aprile 2019).
69. ↑  (EN) We Never Learn: BOKUBEN, su animelab.com, AnimeLab. URL consultato il 5 aprile 2019 (archiviato il 14 aprile 2019).
70. ↑  (EN) Crystalyn Hodgkins, We Never Learn Gets Video Anime Bundled With Manga's 14th Volume, in Anime News Network, 12 maggio 2019. URL consultato il 12 maggio 2019.
71. ↑  (EN) Patrick Frye, We Never Learn Season 2 release date confirmed for late 2019 along with Bokuben OVA! Bokutachi wa Benkyou ga Dekinai manga compared to the anime, in Monsters and Critics, 27 giugno 2019. URL consultato il 27 giugno 2019.
72. ↑  (EN) Crystalyn Hodgkins, We Never Learn: BOKUBEN Anime Gets 2nd Season in October, in Anime News Network, 29 giugno 2019. URL consultato il 18 aprile 2020.
73. ↑  (EN) Alex Mateo, We Never Learn: BOKUBEN Anime's 2nd Season's Promo Video Reveals October 5 Premiere, in Anime News Network, 21 agosto 2019. URL consultato il 18 aprile 2020.
74. ↑  (EN) Crystalyn Hodgkins, Halca Performs Ending Theme for We Never Learn: BOKUBEN Anime's 2nd Season, in Anime News Network, 7 settembre 2019. URL consultato il 18 aprile 2020.
75. ↑  (EN) Crystalyn Hodgkins, We Never Learn: BOKUBEN Gets 2nd Video Anime Bundled With Manga's 16th Volume, in Anime News Network, 6 ottobre 2019. URL consultato il 18 aprile 2020.
76. ↑  (JA) ぼくたちは勉強ができない, su s.mxtv.jp, Tokyo MX. URL consultato il 6 aprile 2019 (archiviato il 6 aprile 2019).
77. ↑  (JA) ぼくたちは勉強ができない, su s.mxtv.jp, Tokyo MX. URL consultato il 18 aprile 2020 (archiviato il 5 ottobre 2019).
78. ↑  (EN) Crystalyn Hodgkins, Roundup of Newly Revealed Print Counts for Manga, Light Novel Series (March - May 2018), in Anime News Network, 7 maggio 2018. URL consultato il 6 maggio 2019 (archiviato il 7 maggio 2018).
79. ↑  (EN) J. Sherman, K. Ressler e C. Hodgkins, Roundup of Newly Revealed Print Counts for Manga, Light Novel Series - February 2019 (Updated), in Anime News Network, 3 marzo 2019. URL consultato il 6 maggio 2019 (archiviato il 3 marzo 2019).
80. ↑   Lorenzo Campanini, 7 anime rivelazione del 2019, su MangaForever, 12 maggio 2020,  p. 6. URL consultato il 13 maggio 2020.